# Dar'ja Vasil'evna Olsuf'eva
Dar'ja Vasil'evna Olsuf’eva in Borghese, nota anche come Daria Borghese (Mosca, 4 giugno 1909 – Caianello, 5 febbraio 1963) è stata una scrittrice russa naturalizzata italiana.

## Biografia
Dar'ja Vasil'evna Olsuf'eva apparteneva ad una famiglia della nobiltà russa.
Nella primavera del 1919, con la madre, le tre sorelle e il fratello, si trasferirono a Firenze in seguito alla rivoluzione russa e alla guerra civile.
Durante la sua permanenza in Italia, conobbe l'ufficiale italiano Junio Valerio Borghese, che sposò nel 1931.
Nel dopoguerra si dedicherà alla realizzazione di diverse vedute di Roma e parallelamente alla sua attività artistica, si occupò di scrittura.  
Nel 1957 scrisse il libro Gogol a Roma uno studio sulla permanenza a Roma del celebre scrittore e drammaturgo russo Gogol.
Morì tragicamente il 5 febbraio 1963 a Caianello, in un incidente stradale. 
In sua memoria fu istituito il Premio Daria Borghese posto statutariamente sotto gli auspici del Gruppo dei Romanisti. Il premio viene conferito annualmente da apposita giuria presieduta dal presidente del Gruppo ad un autore non italiano di opere di argomento romano pubblicate nell'anno in corso o nei tre anni precedenti. Può inoltre essere assegnato ad un autore non italiano per il complesso della sua opera o ad un editore non italiano per l'insieme delle pubblicazioni dedicate a Roma.

## Pubblicazioni
- Pietre, figure, storie e storielle della Vecchia Roma, Casini, Roma (1954).
- Vecchia Roma, Casini, Roma  (1954) (successive edizioni 1955, 1967, 1982; trad. russa: Олсуфьева Д.В. Ветхий Рим / публ. и пер. М. Талалая. М.: Паломник, 2008).
- Gogol a Roma, Sansoni, Firenze (1957)[6]